# Aéroport international de Kigali
Pour les articles homonymes, voir KGL.
L'aéroport international de Kigali (code IATA : KGL • code OACI : HRYR), anciennement aéroport international Grégoire Kayibanda, est le principal aéroport du Rwanda.  
Il se situe à Kanombe, dans la banlieue Est de Kigali. En 2008, l'Office rwandais de l'Aviation civile dont l'aéroport est le siège et l'entreprise SITA, ont signé un accord afin de permettre l'installation d'un système ATIS.
Le siège social de Rwandair est situé dans l'étage supérieur du bâtiment principal de l'aéroport.

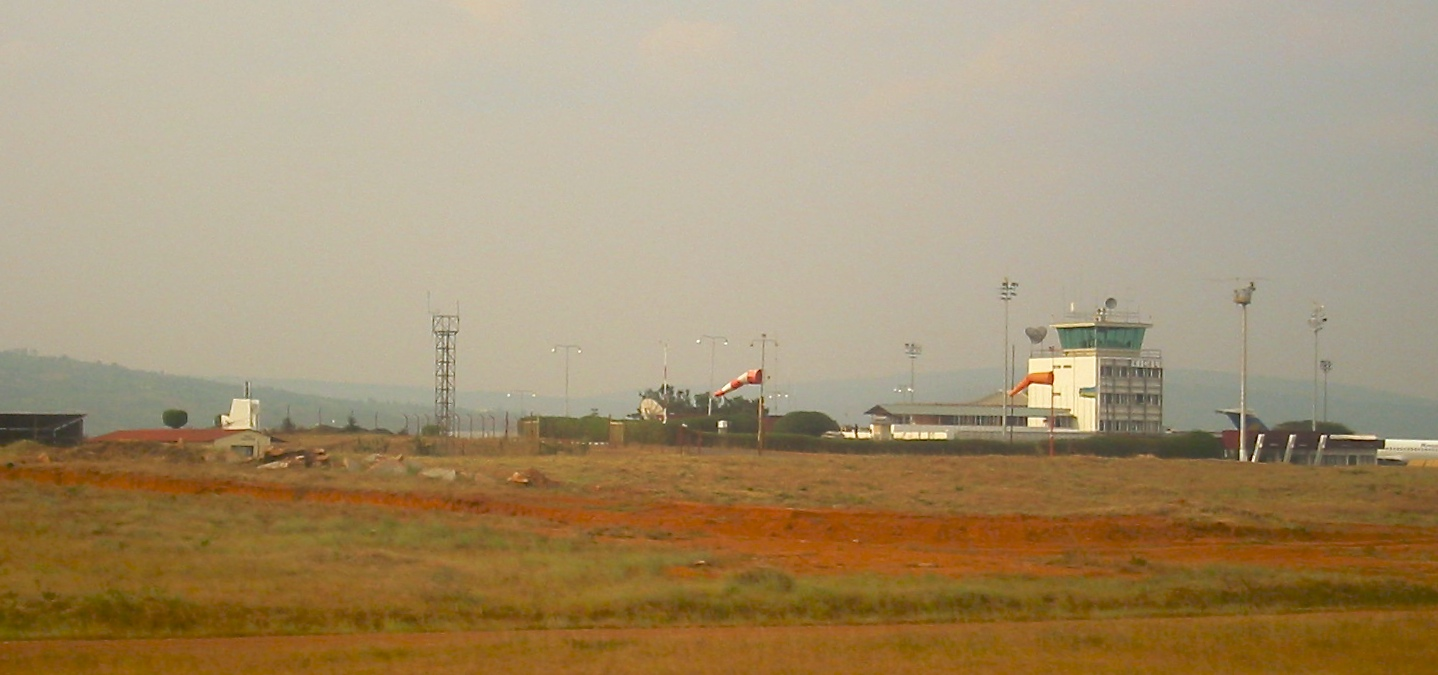

## Situation
| \| 50 km1:5 340 000 \| Kigali Kamembe Bugesera Butare Gisenyi Nemba Ruhengeri |
| 50 km1:5 340 000                                                              |

## Statistiques
Pour des raisons techniques, il est temporairement impossible d'afficher le graphique qui aurait dû être présenté ici.

Voir la requête brute et les sources sur Wikidata.

## Compagnies aériennes et destinations
| Compagnies         | Destinations |
| ------------------ | --- |
| Auric Air          | Entebbe, Grumeti, Mwanza, Serengeti-Seronera (en) |
| Brussels Airlines  | Bruxelles-National[1] |
| Coastal Aviation   | Mwanza |
| EgyptAir           | Le Caire |
| Ethiopian Airlines | Addis-Abeba Bole |
| Jambojet           | Nairobi-J. Kenyatta |
| Kenya Airways      | Nairobi-J. Kenyatta |
| KLM                | Amsterdam |
| RwandAir           | - Abuja-N. Azikiwe, - Accra-Kotoka, - Bangui, - Bombay-Chhatrapati-Shivaji, - Brazzaville, - Bruxelles-National, - Bujumbura, - Cotonou, - Dar es Salam-J. Nyerere, - Doha-Hamad, - Douala, - Dubaï, - Entebbe, - Harare, - Johannesbourg OR Tambo, - Kamembe, - Kilimandjaro, - Kinshasa-N'djili, - Lagos-Murtala Muhammed, - Le Cap, - Libreville-Léon Mba, - Londres-Heathrow, - Lusaka, - Nairobi-J. Kenyatta, - Paris-Charles de Gaulle |
| Turkish Airlines   | Istanbul |

Édité le 01/02/2020  Actualisé le 26/10/2023